# Recanto das Emas
Recanto das Emas, amtlich portugiesisch Região Administrativa de Recanto das Emas, ist die Verwaltungsregion RA XV mit 160.000 Einwohnern 27 km südwestlich von Brasilia im brasilianischen Bundesdistrikt. Die Verwaltungsregion grenzt an Samambaia, Gama, Riacho Fundo II und Santo Antônio do Descoberto (GO) an. Recanto das Emas wurde am 28. Juli 1993 gegründet. Der Ortsname leitet sich von der hier häufig vorkommenden, für den Cerrado typischen Pflanze Canela de Ema (Vellozia squamata) ab.

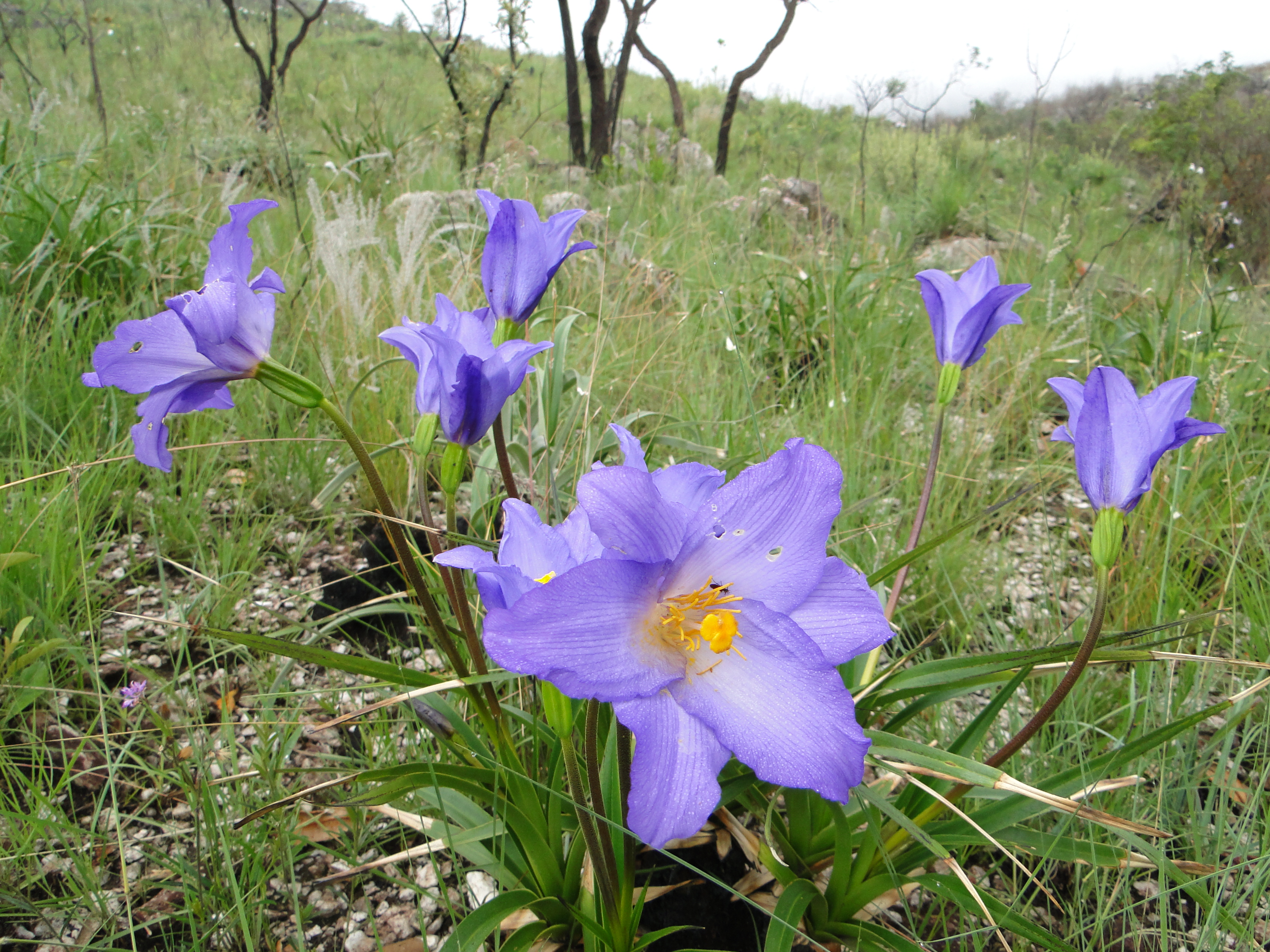
Canela de Ema, eine in Recanto das Emas vorkommende Pflanze

## Verwaltung
Administrator der Verwaltungsregion ist Sebastião Stênio Pinho.